# Svébohov
Svébohov (německy Schwillbogen) je obec v okrese Šumperk v Olomouckém kraji. Žije zde 424 obyvatel.

## Název
Jméno vesnice bylo odvozeno od osobního jména Svéboh (jeho druhá část mohla v době vzniku osobního jména ještě mít původní význam "úděl, štěstí, bohatství") a znamenalo „Svébohův majetek“. Německé jméno vzniklo z českého řadou hláskových změn a přikloněním k Schwibbogen – „průjezdní oblouk“.

## Historie
První písemná zmínka o obci pochází z roku 1358. V moravských zemských deskách jsou k roku 1360 zapsány tvary Sweboholo a Swebohow.
Obrazy z dějin reformovaného sboru ve Svébohově z XVIII. a XIX. století jsou popsány v publikaci R. Šedého.

### Významná humanitární akce
V květnu 1924 dopravil českobratrský vikář Rudolf Šedý do Československé republiky 78 převážně osiřelých dětí českých krajanů z hladovějící Ukrajiny. Šlo o mimořádnou humanitární akci, při níž spolupracovalo více subjektů jak v ČSR, tak v Sovětském svazu. Do Svébohova byly převezeny děti, které se (dočasně) nepodařilo nikde umístit.

## Obyvatelstvo
| Rok            | 1869 | 1880 | 1890 | 1900 | 1910 | 1921 | 1930 | 1950 | 1961 | 1970 | 1980 | 1991 | 2001 | 2011 | 2021 |
| -------------- | ---- | ---- | ---- | ---- | ---- | ---- | ---- | ---- | ---- | ---- | ---- | ---- | ---- | ---- | ---- |
| Počet obyvatel | 805  | 768  | 788  | 767  | 740  | 664  | 641  | 508  | 524  | 462  | 452  | 408  | 439  | 420  | 392  |
| Počet domů     | 119  | 126  | 125  | 130  | 132  | 130  | 134  | 139  | 138  | 126  | 130  | 151  | 165  | 169  | 165  |

## Obecní správa

### Obecní symboly
Znak a vlajka byly obci uděleny rozhodnutím předsedy Poslanecké sněmovny Parlamentu České republiky dne 22. října 2008.

## Sport
- Jezdecký klub Svébohov

## Pamětihodnosti

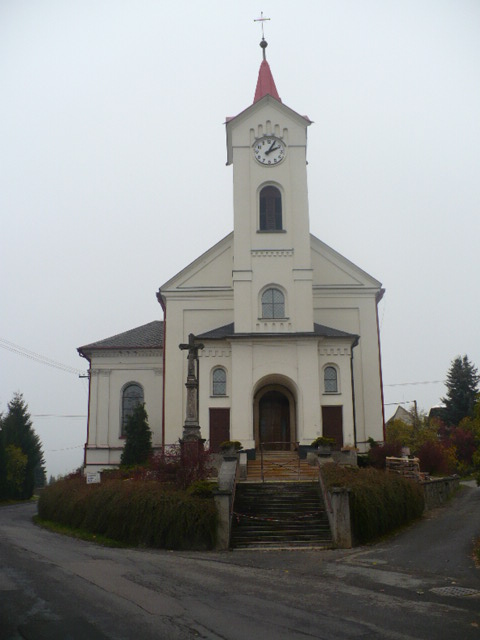
Místní kostel

V katastru obce jsou evidovány tyto kulturní památky:
- Českobratrská modlitebna (nad vesnicí) – historizující architektura z roku 1860
- Chalupnická usedlost čp. 41 – lidová architektura z poloviny 19. století
- Rolnická usedlost čp. 78 – roubená lidová architektura ze začátku 19. století, výrazně upravená ve 2. polovině 20. století
- Stodola u čp. 2 – polygonální roubená stodola z počátku 19. století, v okrese ojedinělá

Mimo zákonem chráněné kulturní památky je zde:
- Kostel Nanebevzetí Panny Marie – historizující stavba z roku 1870

## Osobnosti
- Jiří Bezděk (1907–1968), český učitel
- Arnošt Valenta (1912–1944), příslušník 311. československé bombardovací perutě